# Blanne Jang
Als Blanne Jang (deutsch Blinder Johann) bezeichnet man in Luxemburg eine mit Käse gefüllte und mit Speck ummantelte Brühwurst. Der Name geht zurück auf Johann von Luxemburg, genannt Johann der Blinde (luxemburgisch: Jang de Blannen). Es ist die Luxemburger Variante des Berner Würstels. Erstmals verkauft wurde die Wurst um das Jahr 2000 herum auf der Luxemburger Schobermesse.